# Bucquetia vernicosa
Bucquetia vernicosa är en tvåhjärtbladig växtart som beskrevs av Henry Allan Gleason. Bucquetia vernicosa ingår i släktet Bucquetia och familjen Melastomataceae. Inga underarter finns listade i Catalogue of Life.